# V774 Геркулеса
V774 Геркулеса (лат. V774 Herculis), HD 171314 — двойная звезда в созвездии Геркулеса на расстоянии приблизительно 76 световых лет (около 23,4 парсек) от Солнца. Возраст звезды определён как около 5 млрд лет.

## Характеристики
Первый компонент (HD 171314A) — оранжевый карлик, эруптивная переменная звезда типа UV Кита (UV)* спектрального класса K2, или K4V, или K5V. Видимая звёздная величина звезды — от +10,9m до +9,45m. Масса — около 0,778 солнечной, радиус — около 0,784 солнечного, светимость — около 0,204 солнечной. Эффективная температура — около 4523 K.
Второй компонент (HD 171314B) — красный карлик спектрального класса M4,5V*, или M5V, или M6V. Видимая звёздная величина звезды — +16,68m. Масса — около 0,141 солнечной, радиус — около 0,164 солнечного. Эффективная температура — около 3003 K. Удалён на 49,1 угловой секунды (1190 а.е.*).

## Планетная система
В 2019 году учёными, анализирующими данные проектов HIPPARCOS и Gaia, у звезды обнаружена планета.